# Wołdaciszki
Wołdaciszki (biał. Волдацішкі; ros. Волдотишки) – wieś na Białorusi, w obwodzie grodzieńskim, w rejonie werenowskim, w sielsowiecie Bolciszki.
Znajduje się tu rzymskokatolicka parafia św. Marii Magdaleny w Wołdaciszkach.
Dawniej wieś i folwark. W XIX w. zamieszkane wyłącznie przez katolików. W dwudziestoleciu międzywojennym leżały w Polsce, w województwie nowogródzkim, w powiecie lidzkim, w gminie Raduń.